# Ново Место (община)
Община Ново Место (словен. Mestna občina Novo mesto) — одна з общин Словенії. Адміністративним центром є місто Ново Место.
Ново Місце на річці Крка є центром общини й адміністративним, економічним і культурним центром всього регіону, відомого як Південно-Східна Словенія.

## Населення
У 2011 році в общині проживало 36245 осіб, 18136 чоловіків і 18109 жінок. Чисельність економічно активного населення (за місцем проживання), 15366 осіб. Середня щомісячна чиста заробітна плата одного працівника (EUR), 1084,32 (в середньому по Словенії 987.39). Приблизно кожен другий житель у громаді має автомобіль (54 автомобілі на 100 жителів). Середній вік жителів склав 40,3 роки (в середньому по Словенії 41.8).